# Келли, Эльсуорт
Эльсуорт Келли (англ. Ellsworth Kelly; 31 мая 1923, Ньюберг, штат Нью-Йорк — 27 декабря 2015, Спенсертаун, штат Нью-Йорк) — американский художник и скульптор, один из главных представителей минимализма, хард-эдж и живописи цветового поля.
Награждён Национальной медалью США в области искусств.

## Детство
Эльсуорт Келли был вторым сыном в семье Аллана Хау Келли, руководителя страховой компании, и Флоренс Роуз Элизабет Келли, бывшей школьной учительницей немецкого языка.
Семья Келли после переезда из Ньюбурга в Ораделл, штат Нью-Джерси, жила недалеко от водохранилища Ораделл, где бабушка по отцовской линии познакомила Эльсуорта Келли с орнитологией, когда ему было восемь или девять лет.
Именно здесь он развил страсть к форме и цвету. Джон Джеймс Одюбон оказывал особенно сильное влияние на творчество Келли на протяжении всей его карьеры. Автор Юджин Гуссен предположил, что двух- и трехцветные картины (например, Три панели: Красный Желтый Синий I, 1963), которыми так хорошо известен Келли, можно отнести к его наблюдению за птицами и изучению двух- и трехцветных птиц, которых он так часто видел в раннем возрасте. Эльсуорт Келли сообщал, что в детстве он часто был один, и стал кем-то вроде «одиночки». У него было небольшое заикание, которое сохранялось до подросткового возраста.

## Образование
Эльсуорт Келли посещал государственную школу, где на уроках рисования особое внимание ставилась задача развить "художественное воображение". Эта учебная программа была типичной для более широкой тенденции в школьном образовании, возникшей на основе прогрессивных теорий образования, разработанных в педагогическом колледже Колумбийского университета, в котором преподавал американский художник-модернист Артур Уэсли Доу.
Хотя родители Эльсуорта не хотели поддерживать художественное образование, школьный учитель убеждал его продолжать обучение. Поскольку его родители оплачивали только техническое образование, Келли сначала учился в Институте Пратта в Бруклине в 1941—1943 годах до призыва в армию в первый день 1943 года.

## Военная служба
Прибыв на военную службу в армию США в 1943 году, Келли попросил, чтобы его направили в 603-й инженерный камуфляжный батальон, куда входило множество художников. Эльсуорт прибыл в Форт-Дикс, штат Нью-Джерси, откуда его отправили в лагерь Хейл, штат Колорадо, где он тренировался с лыжными войсками. Через шесть-восемь недель его перевели в Форт-Мид, штат Мэриленд. Во время Второй мировой войны он служил с другими художниками и дизайнерами в отряде обмана, известном как «Армия призраков». Солдаты из «Армии призраков» использовали надувные танки, грузовики и другие уловки, чтобы ввести силы Оси в заблуждение относительно направления и расположения сил союзников. Знакомство с военной маскировкой во время службы стало частью его базовой художественной подготовки. Келли служил в подразделении с 1943 года до конца европейской фазы войны.

## Послевоенное образование
В 1946—1948 Эльсуорт Келли учился в школе при Музее изящных искусств в Бостоне, а затем в Высшей национальной школе изящных искусств в Париже. В Бостоне он принял участие в своей первой групповой выставке в галерее Бориса Мирски и вел уроки рисования в центре Норфолк Хаус в Роксбери.
В Париже Келли сформировал свою эстетику. Он редко посещал занятия, но погрузился в богатые художественные ресурсы французской столицы.
В 1948 году Эльсуорт Келли посетил лекцию Макса Бекманна о французском художнике Поле Сезанне и в том же году переехал в Париж. Там он познакомился с американцами Джоном Кейджем и Мерсом Каннингемом, экспериментировавшими в музыке и танце соответственно; с французским художником-сюрреалистом Жаном Арпом; и с абстрактным скульптором Константином Бранкузи, чье упрощение природных форм оказало на Эльсуорта Келли неизгладимое влияние. Опыт посещения студий таких художников, как Альберто Магнелли, Франсис Пикабиа, Альберто Джакометти и Жорж Вантонгерлоо, был преобразующим для творчества Эльсуорта.

## Карьера
После шести лет пребывания за границей Келли по-прежнему плохо владел французским, и он продал только одну картину. В 1953 году его выселили из студии, а в следующем году он вернулся в США. Эльсуорт заинтересовался этой идеей после того, как прочитал обзор выставки Эда Рейнхардта, художника, с творчеством которого он чувствовал родство. По возвращении в Нью-Йорк он обнаружил, что мир искусства «очень жесток».
Хотя сейчас Келли считается одним из главных новаторов и участников американского художественного движения, многим было трудно найти связь между искусством Эльсуорта Келли и преобладающими стилистическими тенденциями того времени. В мае 1956 года Келли провел свою первую выставку в Нью-Йорке в галерее Бетти Парсонс. Его искусство считалось более европейским, чем то, которое было популярно в Нью-Йорке в то время. Осенью 1957 года он снова выставился в её галерее. Три его работы: Atlantic, Bar и Painting in Three Panels, были отобраны и показаны на выставке Музея американского искусства Уитни «Молодая Америка 1957». Его работы считались радикально отличающимися от работ других двадцати девяти художников. Например, «Картина в трех панелях» была особенно отмечена; в то время критики ставили под сомнение его создание произведения из трех холстов. Например, Майкл Плант утверждал, что чаще всего произведения Келли из нескольких панелей были слишком тесно расположены из-за ограничений по установке, что уменьшало взаимодействие между произведениями и архитектурой помещения.
В конце концов, Келли переехал из Коэнтис Слип, где он иногда делил студию с коллегой и подругой Агнес Мартин, на девятый этаж высотной студии/кооператива Hotel des Artistes на 27-й Западной 67-й улице.
Келли уехал из Нью-Йорка в Спенсертаун в 1970 году, а в 1984 году к нему присоединился его партнёр, фотограф Джек Шир.
С 2001 года и до самой смерти Келли работал в студии площадью 20 000 квадратных футов в Спенсертауне, перестроенной и расширенной архитектором Ричардом Глакманом. В 2005 году Келли и Шир переехали в резиденцию, которую они делили до смерти художника, которая представляла собой облицованный деревом колониальный дом, построенный около 1815 года.
Джек Шир является директором Фонда Эльсуорта Келли. В 2015 году Келли подарил Музею искусств Блэнтона при Техасском университете в Остине концепцию проекта здания для места созерцания. Каменное здание под названием «Остин» площадью 2 715 квадратных футов с окнами из цветного стекла, деревянной скульптурой в виде тотема и черно-белыми мраморными панелями - это единственное здание, спроектированное Келли, и его самая монументальная работа. «Остин», который Келли спроектировал за тридцать лет до этого, открылся в феврале 2018 года.
Келли умер в Спенсертауне, Нью-Йорк, 27 декабря 2015 года в возрасте 92 лет.

### Рисование
Находясь в Париже, Келли продолжал писать фигуры, но к маю 1949 года он создал свои первые абстрактные картины. Наблюдая за тем, как свет рассеивается на поверхности воды, Э. Келли написал картину «Сена» (1950), состоящую из черно-белых прямоугольников, расположенных случайно. В 1951 году Эльсуорт Келли начал серию из восьми коллажей под названием «Спектр цветов, расположенных случайно с I по VIII». Он создал её, используя пронумерованные листки бумаги; каждый из них обозначал цвет, один из восемнадцати различных оттенков, которые нужно было разместить на сетке размером 40 на 40 дюймов. Для каждого из восьми коллажей использовался свой процесс.
Открытие Келли в 1952 году поздних работ Моне вдохнуло в него новую свободу живописного выражения: он начал работать в чрезвычайно больших форматах и исследовать концепции серийности и монохромных картин.
Как художник, Э. Келли с тех пор работал исключительно в абстрактном стиле. К концу 1950-х годов его живопись подчеркивала форму и плоскостные массы (часто принимая непрямолинейные форматы). Работы этого периода также послужили мостом от авангардной американской геометрической абстракции 1930-х и начала 1940-х годов к минимализму и редуктивному искусству середины 1960-х и 1970-х годов. Например, рельефная картина Келли «Голубая скрижаль» (1962) была включена в выставку 1963 года «К новой абстракции» в Еврейском музее Нью-Йорка.
В 1960-е годы он начал работать с холстами с неправильными углами. «Желтая фигура» (1966), первое фигурное полотно художника, представляет собой поворотный разрыв Келли с прямоугольной основой и его новое определение взаимоотношений между фигурой и фоном. Благодаря изогнутым углам и единому, всеобъемлющему цвету, холст сам становится композицией, превращая стену за ним в основание картины.
В 1970-х годах он добавил в свой репертуар изогнутые формы. «Зеленый белый» (1968) знаменует дебютное появление треугольника в творчестве Келли - формы, которая повторяется на протяжении всей его карьеры; картина состоит из двух отдельных одноцветных холстов, установленных друг на друга: масштабная перевернутая зелёная трапеция расположена вертикально над меньшим белым треугольником, образуя новую геометрическую композицию.
После отъезда из Нью-Йорка в Спенсертаун в 1970 году он арендовал бывший театр в соседнем городке Чатем, что позволило ему работать в студии, более просторной, чем все, которые он занимал ранее. Проработав там год, Келли приступил к созданию серии из 14 картин, которая стала «Чатемской серией». Каждая работа имеет форму перевернутого эллипса и состоит из двух соединённых холстов, каждый из которых представляет собой монохромное полотно другого цвета. Работы отличаются по пропорциям и палитре от одной к другой; тщательное внимание было уделено размеру каждой панели и выбранному цвету, чтобы достичь баланса и контраста между ними.
Более крупная серия из двенадцати работ, которую Келли начал в 1972 году и не завершал до 1983 года, «Серый» была изначально задумана как антивоенное заявление, поэтому и лишена цвета. В 1979 году он использовал кривую в двухцветных картинах, выполненных из отдельных панелей.
В более поздних картинах Келли переработал свою палитру и ввел новые формы. В каждой своей работе он начинал с прямоугольного холста, который он тщательно раскрашивал множеством слоев белой краски; сверху располагался фигурный холст, в основном окрашенный в чёрный цвет.
По поводу своих собственных работ Келли сказал в интервью 1996 года: «Я думаю, что все мы хотим от искусства ощущения фиксированности, ощущения противостояния хаосу повседневной жизни. Это, конечно, иллюзия. Холст гниет. Краска меняет цвет. Но вы продолжаете пытаться заморозить мир, как будто вы можете сделать так, чтобы он длился вечно. В некотором смысле, то, что я пытался запечатлеть, - это реальность потока, чтобы искусство оставалось открытой, незавершенной ситуацией, чтобы можно было получить восторг от видения».
Эльсуорт Келли комментировал позднее: «Я понял, что не хочу сочинять картины... Я хотел найти их. Я чувствовал, что мое видение выбирает вещи в мире и представляет их. Для меня наибольший интерес представляло исследование восприятия. Было так много интересного, и все это казалось мне фантастическим».

### Литографии и рисунки
Келли создавал рисунки растений и цветов с конца 1940-х гг.. Ailanthus (1948) - первый рисунок растений, который он выполнил в Бостоне, Гиацинт (1949) - первый рисунок, который он сделал, находясь в Париже. Начиная с 1949 года, живя в Париже (на выбор темы повлияли Анри Матисс и Жан Арп), он начал рисовать простые формы растений и водорослей. Рисунки растений - это, в основном, контурные рисунки листьев, стеблей и цветов, выполненные чистыми штрихами карандаша или ручки и расположенные по центру страницы.
Он занялся гравюрой в середине 1960-х годов, когда в парижском издательстве Maeght Éditeur он выпустил сюиту из двадцати семи литографий (1964-66). Именно тогда он создал свою первую группу литографий растений. С 1970 года он сотрудничал в основном с Gemini G.E.L.. Его первая серия из 28 трансферных литографий под названием "Сюита литографий растений" положила начало целому ряду работ, который вырос до 72 гравюр и бесчисленных рисунков листвы. В 1971 году он завершил четыре серии гравюр и «Зеркального Конкорда» для Gemini G.E.L.. Его «Пурпурный/красный/серый/оранжевый» (1988), восемнадцати футов в длину, возможно, является самой большой однолистовой литографией из когда-либо созданных. Его серия работ «Река», «Состояния реки» и «Река II», отражают увлечение водой, которое Келли испытывал с первых дней жизни в Париже. В 1975 году Келли стал первым художником, выставившимся в серии MATRIX в Музее искусств Уодсворт Атенеум. На выставке была представлена серия рисунков Келли «Кукурузные стебли» и две его скульптуры 1974 года, выполненные из нержавеющей стали.

### Скульптура

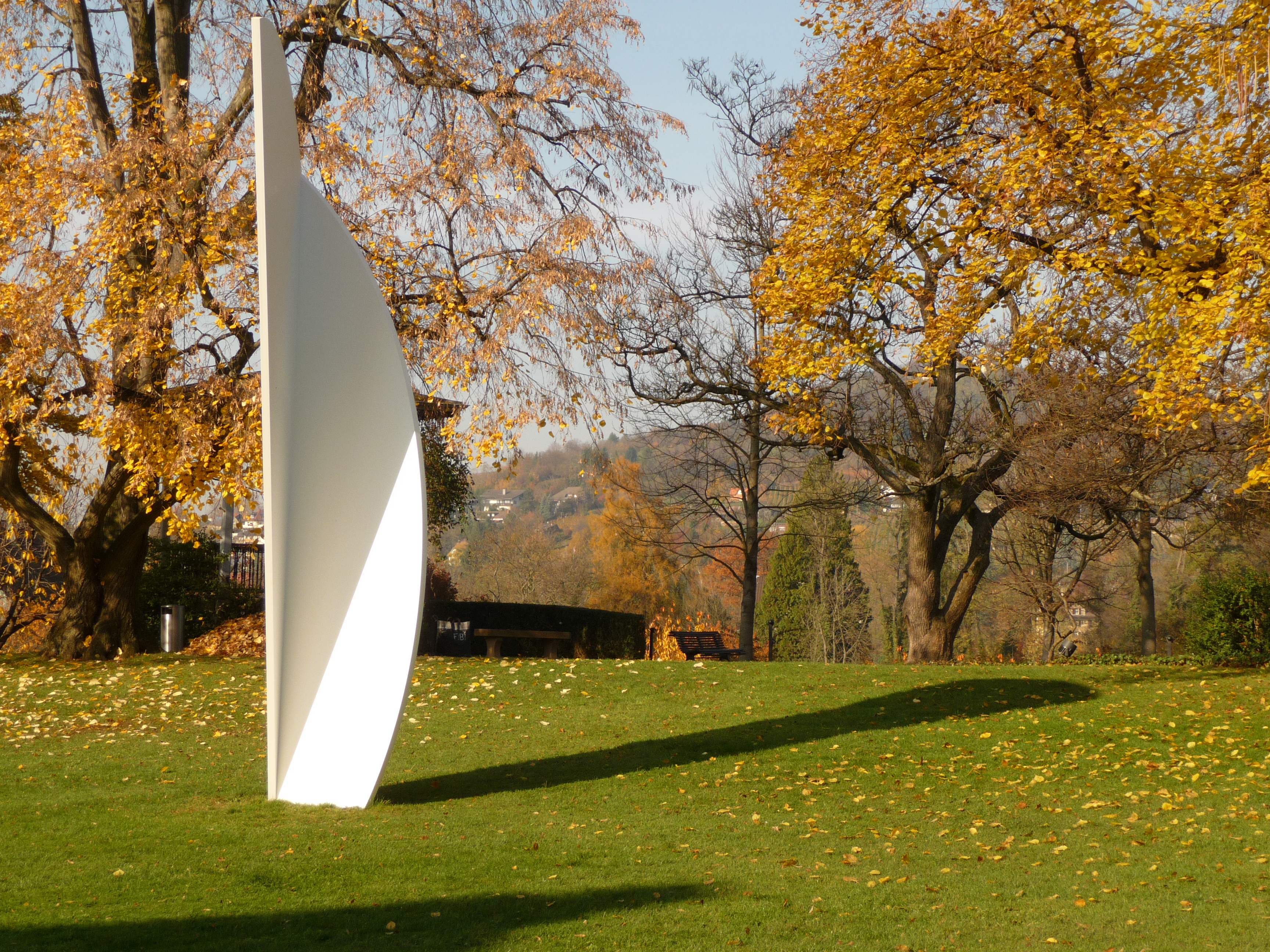
Белые кривые (2002), выполненные из белого алюминия, в саду Фонда Бейелера в Риене, Швейцария

Хотя Келли более известен своими картинами, он также работал над скульптурой на протяжении всей своей карьеры. В 1958 году Келли задумал одну из своих первых деревянных скульптур, Concorde Relief I (1958), скромного размера настенный рельеф из вяза, который исследует визуальную игру и баланс между двумя прямоугольными формами, наложенными друг на друга, причем у самой верхней из них удалены правый верхний и левый нижний углы. На протяжении своей карьеры Э. Келли сделал 30 скульптур из дерева. С 1959 года он создавал отдельно стоящие складные скульптуры. Серия «Рокер» началась в 1959 году после случайного разговора Келли с Агнес Мартин, которая жила под ним на Коэнтис Слип в Нижнем Манхэттене. Играя с бумажной крышкой от кофейного стаканчика, Келли вырезал и сложил часть круглой крышки которую он затем положил на стол и раскачивал взад-вперед. Вскоре после этого он создал свою первую круглую скульптуру «Пони». Название отсылает к детской лошадке с изогнутыми опорами-качалками.
В 1973 году Э. Келли начал регулярно создавать масштабные скульптуры на открытом воздухе. Э. Келли отказался от окрашенных поверхностей, вместо этого он выбрал нелакированную сталь, алюминий или бронзу, часто в тотемоподобных конфигурациях, таких как Curve XXIII (1981). В то время как тотемические формы его отдельно стоящих скульптур могут достигать 15 футов в высоту, его настенные рельефы могут быть более 14 футов в ширину. Скульптура Келли «основана на приверженности к абсолютной простоте и ясности формы». Для своих скульптур 1980-х годов, в этот период своего пребывания в Спенсертауне, художник впервые посвятил столько же энергии своим скульптурам, сколько и живописи, и в процессе работы создал более шестидесяти процентов от общего количества 140 скульптур.
Келли создавал свои произведения, используя последовательность идей в различных формах. Он мог начать с рисунка, увеличить рисунок для создания отпечатка, взять отпечаток и создать отдельно стоящее произведение, которое затем превращалось в скульптуру. Его скульптуры задумывались как совершенно простые, их можно быстро рассмотреть, часто быстрым взглядом. Зритель наблюдает гладкие, плоские поверхности, которые отделены от окружающего их пространства. Это ощущение плоскости и минимализма затрудняет различие между передним и задним планом. «Синий диск» Э.Келли был включен в выставку 1966 года в Еврейском музее в Нью-Йорке под названием «Первичные структуры» наряду со многими гораздо более молодыми художниками, только начинавшими работать с минимализмом.

### Стиль
Уильям Рубин отметил, что «развитие Келли было решительно внутренне направленным: не являлось реакцией как на абстрактный экспрессионизм, так и итогом диалога с современниками». Многие его картины состоят из одного (обычно яркого) цвета, некоторые холсты имеют неправильную форму, иногда называемую «фигурными холстами». Качество линий в его картинах и в форме его фигурных холстов очень тонкое и подразумевает совершенство. Это продемонстрировано в его работе «Исследование острова Блок» (1959).

### Влияния
Серьёзность работ Келли объясняется его военным прошлым. Во время службы в армии Келли познакомился с камуфляжем, с которым работал его батальон, и испытал на себе его влияние. Это научило его использовать форму и тень, а также конструировать и деконструировать видимое. Это было основополагающим для его раннего образования как художника. Ральф Кобурн, друг Келли из Бостона, познакомил его с техникой автоматического рисования во время посещения Парижа. Келли освоил эту технику создания изображения, не глядя на лист бумаги. Эти техники помогли Келли ослабить свой стиль рисования и расширили его представление о том, что он считал искусством. В последний год пребывания в Париже Келли был болен и страдал от депрессии; Симс считает, что это повлияло на то, что в этот период он использовал преимущественно черно-белые цвета.
Восхищение Анри Матиссом и Пабло Пикассо заметно в его работах. Благодаря их вдохновению он приучил себя смотреть на вещи по-разному и работать разными средствами. Пит Мондриан повлиял на беспредметные формы, которые он использовал в своих картинах и скульптурах. Впервые Келли попал под влияние искусства и архитектуры романской и византийской эпох во время учёбы в Париже. Знакомство с сюрреализмом и неопластицизмом повлияло на его творчество и заставило его испытать абстракцию геометрических форм.

### Кураторство
В 2014 году Келли организовал выставку рисунков Матисса в Художественном музее колледжа Маунт-Холиок в Саут-Хэдли, штат Массачусетс. В 2015 году он курировал выставку «Моне/Келли» в Институте искусств Кларка.

## Выставки
Первая персональная выставка Келли состоялась в галерее Арно, Париж, в 1951 году. Его первая персональная выставка в Нью-Йорке состоялась в галерее Бетти Парсонс в 1956 году. В 1957 году он показал работы на групповой выставке в галерее Ferus, Лос-Анджелес. В 1959 году он был включен в новаторскую выставку Музея современного искусства «Шестнадцать американцев». Э. Келли был приглашен на биеннале в Сан-Паулу в 1961 году. Позже его работы были включены в документальные выставки в 1964, 1968, 1977, 1992 годах. Комната его картин была включена в Венецианскую биеннале 2007 года.
Первая ретроспектива творчества Э. Келли состоялась в Музее современного искусства в 1973 году. С тех пор его творчество получило признание на многочисленных ретроспективных выставках, включая выставку скульптур в Музее американского искусства Уитни, Нью-Йорк, в 1982 году; выставку работ на бумаге и выставку его печатных работ, которые широко путешествовали по США и Канаде в 1987-88 годах; и ретроспективу карьеры в 1996 году, организованную Музеем Соломона Гуггенхайма, которая размещалась в Музее современного искусства в Лос-Анджелесе, галерею Тейт в Лондоне и Дом искусства в Мюнхене. С тех пор персональные выставки работ Э. Келли прошли в Метрополитен-музее в Нью-Йорке (1998), Гарвардском художественном музее в Кембридже (1999), Музее современного искусства Сан-Франциско (1988/2002), Музее искусств Филадельфии (2007) и Музее современного искусства в Нью-Йорке (2007).
В 1993 году Национальная галерея Jeu de Paume в Париже организовала выставку «Эльсуорт Келли: Французские годы, 1948-54», основанную на отношениях художника с городом, которая затем была размещена в Национальной галерее искусства, Вашингтон, округ Колумбия; в 2008 году Музей Орсе почтил память Э. Келли выставкой «Переписка: Поль Сезанн - Эльсуорт Келли». В 2012 году в Доме искусства в Мюнхене прошла первая комплексная ретроспектива черно-белых работ Келли.
По случаю 90-летнего юбилея художника в 2013 году Национальная галерея искусств в Вашингтоне организовала выставку его гравюр; Фонд Барнса в Филадельфии представил пять скульптур; Коллекция Филлипса в Вашингтоне выставила его панно, а Музей современного искусства открыл выставку «Чатемской серии».

### Избранные персональные выставки
- 1951 галерея Арно, Париж
- 1956 галерея Бетти Парсонс, Нью-Йорк
- 1964 «документа» 3, Кассель
- 1966 33-е биеннале, Венеция
- 1968 «документа» 4, Кассель
- 1973 Музей современного искусства, Нью-Йорк
- 1977 «документа» 6, Кассель
- 1982 музей Уитни, Нью-Йорк
- 1992 «документа» 9, Кассель
- 1996 Музей Соломона Гуггенхайма, Нью-Йорк; Музей современного искусства, Лос-Анджелес; галерея Тейт, Лондон; Дом Искусства, Мюнхен.